# 克格爾貝格山
46°56′20″N 15°32′46″E / 46.93889°N 15.54611°E
克格爾貝格山（德語：Kögelberg），是奧地利的山峰，位於該國東南部，由施泰爾馬克州負責管轄，屬於穆爾以東前阿爾卑斯山脈的一部分，處於格拉茨東南面15公里，海拔高度441米。